# Degeberga kyrka
Degeberga kyrka är en kyrkobyggnad i Kristianstad kommun. Den är församlingskyrka i Degeberga-Everöds församling i Lunds stift.

## Kyrkobyggnaden
Ursprungliga stenkyrkan uppfördes i romansk stil vid slutet av 1100-talet och bestod då av långhus, kor och absid. Senare under medeltiden uppfördes tornet och då försågs långhuset och koret med tegelvalv. En stor ombyggnad genomfördes 1858-1863 då långhusets södra vägg samt de medeltida valven revs. Ett nytt brett långhus uppfördes vinkelrätt mot övriga kyrkobyggnaden. Vid samma ombyggnad revs även den medeltida absiden. Vid norra väggen bakom altaret byggdes en ny sakristia. En stor renovering genomfördes åren 1925-1926 under ledning av arkitekt Theodor Wåhlin. Sakristian i norr revs och södra delen av det nya långhuset delades upp i två våningsplan. Möjligen var det då som kyrkans tak belades med skiffer. En restaurering genomfördes åren 1961-1963 under ledning av arkitekt Eiler Graebe. Tornrummet inreddes till dopkapell och samtliga fönster ersattes av nya dubbelkopplade i ek.

## Inventarier

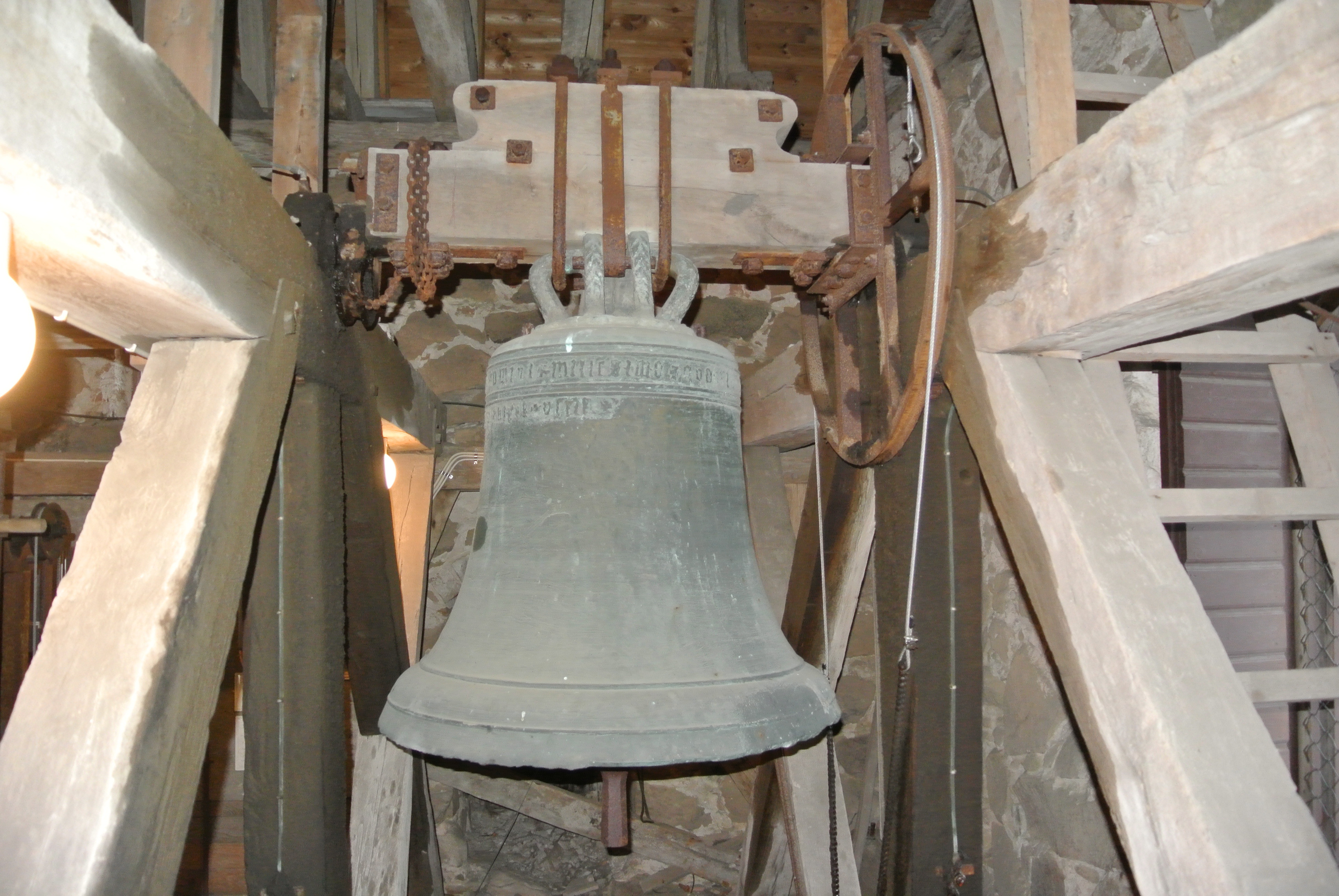
Storklockan

- StorklockanPredikstolen är daterad till år 1592
- Stora kyrkklockan är gjuten 1494.

### Orgel
- 1927 byggde Olof Hammarberg, Göteborg en orgel med 10 stämmor.
- Den nuvarande orgeln byggdes 1968 av Gebrüder Jehmlich, Dresden, DDR och är en mekanisk orgel.

| Huvudverk I     | Bröstverk II        | Pedal              | Koppel |
| Koppelflöjt 8´  | Koppargedackt 8´    | Subbas 16´         | I/P    |
| Principal 4'    | Rörflöjt 4'         | Kopparprincipal 8' | II/P   |
| Spetsflöjt 4'   | Principal 2'        | Gedacktpommer 8'   | II/I   |
| Rörnasat 2 2/3' | Svegel 1'           | Rohrpfeife 4'      |        |
| Oktava 2'       | Terzian 2 chor      | Hålflöjt 2'        |        |
| Waldflöjt 2'    | Scharfcimbel 2 chor | Fagott 16'         |        |
| Mixtur 4 chor   | Rörskalmeja 8'      |                    |        |
| Musette 16'     | Tremulant           |                    |        |

### Webbkällor
- Degeberga kyrka Utvändig restaurering, Jörgen Kling, Rapport 2008:011
- Åsbo Släkt- och Folklivsforskare